# Microstylum vespertilio
Microstylum vespertilio är en tvåvingeart som beskrevs av Engel 1932. Microstylum vespertilio ingår i släktet Microstylum och familjen rovflugor. Inga underarter finns listade i Catalogue of Life.